# كامبيانو
كامبيانو ( باللغة البيدمونتية:كامبياجن) هي بلدية في مدينة تورينو التجارية عاصمة إقليم بيدمونت في إيطاليا، وتقع على بعد حوالي 13 كيلومتر (8 ميل) جنوب شرق تورينو .
يحد كامبيانو البلديات التالية: بينو تورينيز وشيري و بيستو تورينيز و مونكالييري و تروفاريلو و سانتينا و فيلاستيلون .

## توأمة المدن - المدن الشقيقة
توأمة كامبيانو مع:
- أكويلونيا, إيطاليا
- مونتيفيردي, إيطاليا

## روابط خارجية
- الموقع الرسمي